# Obelisco de la Piazza della Minerva
El Obelisco della Minerva también conocido como el Pulcin della Minerva (donde pulcin significa cerdito) o, simplemente, el Obelisco y el elefante, es una escultura diseñada por Gian Lorenzo Bernini situada en la Piazza della Minerva en Roma, justo enfrente de la iglesia de Santa Maria sopra Minerva. 

## Origen e iconografía

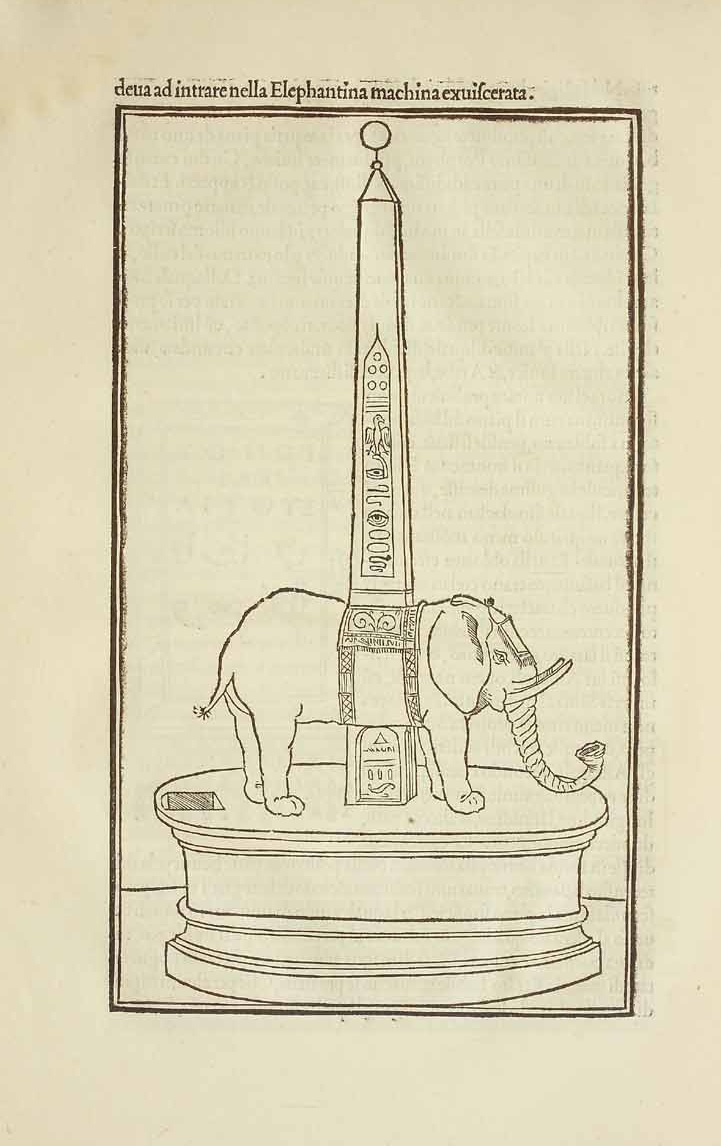
Ilustración del libro El Sueño de Polífilo sobre la que probablemente se basó Bernini.

El obelisco es uno de los trece obeliscos de Roma y este, junto a otros tres, fueron traídos a Roma en tiempos de Domiciano desde Heliópolis. El monolito fue re-descubierto durante unas excavaciones en 1655 y, seguramente, proviene del cercano Templo de Isis en el Campo de Marte En el año 1667 y por encargo del papa Alejandro VII.
La elección del arquitecto para que diseñase el pedestal sobre el que se erigiría el obelisco originó una disputa entre los dos principales aspirantes: el Padre Dominico Paglia y Gian Lorenzo Bernini, arquitecto barroco.
El clérigo propuso la creación de un pedestal escoltado por cuatro perros, uno en cada esquina, para homenajear a la Orden de los Dominicos, a la que pertenecía. Este hecho lo apartó de la competición, pues Alejandro VII lo consideró un gesto inadecuado que se apartaba del propósito principal de la escultura que era simbolizar la sabiduría divina. Así fue como la candidatura del Padre Dominico de Paglia fue rechazada, erigiéndose Gian Lorenzo Bernini triunfador.
Su peculiar diseño se inspiraba en una de las frases grabadas en la columna: “se necesita una mente robusta para mantener una sabiduría sólida” y, para materializarla, eligió la figura de un elefante, capaz de soportar el peso de tal columna y símbolo de sapiencia y erudición en muchas culturas, tal y como recoge en el libro El Sueño de Polífilo de 1499, del que el arquitecto barroco se inspiró para realizar esta obra. 
La talla del elefante fue, muy probablemente, realizada por el ayudante de Bernini Ercole Ferrata, siguiendo el diseño de su maestro.
En la base del monumento una inscripción en latín reza:

Sapientis Aegypti/ insculptas obelisco figuras/ ab elephanto/ belluarum fortissima/ gestari quisquis hic vides/ documentum intellige/ robustae mentis esse/ solidam sapientiam sustinere.
(Estos símbolos de la sabiduría de Egipto que ves grabados en el obelisco que sostiene un elefante, el más poderoso de todos los animales, son la prueba de que es necesaria una mente fuerte para sostener una sólida sabiduría.)

El diseño berniniano del obelisco sobre un elefante fue replicado en el siglo XVIII por Giovanni Battista Vaccarini en la Piazza del Duomo en Catania.

## Vandalismo
El 15 de noviembre de 2016, las autoridades de Roma anunciaron que estaban buscando a los vándalos que habían roto el colmillo izquierdo la noche del domingo anterior, y dejado la pieza al lado. La alcaldesa, Virginia Raggi declaró que evaluarían los daños para determinar la mejor manera de recolocar el fragmento.

## Galería

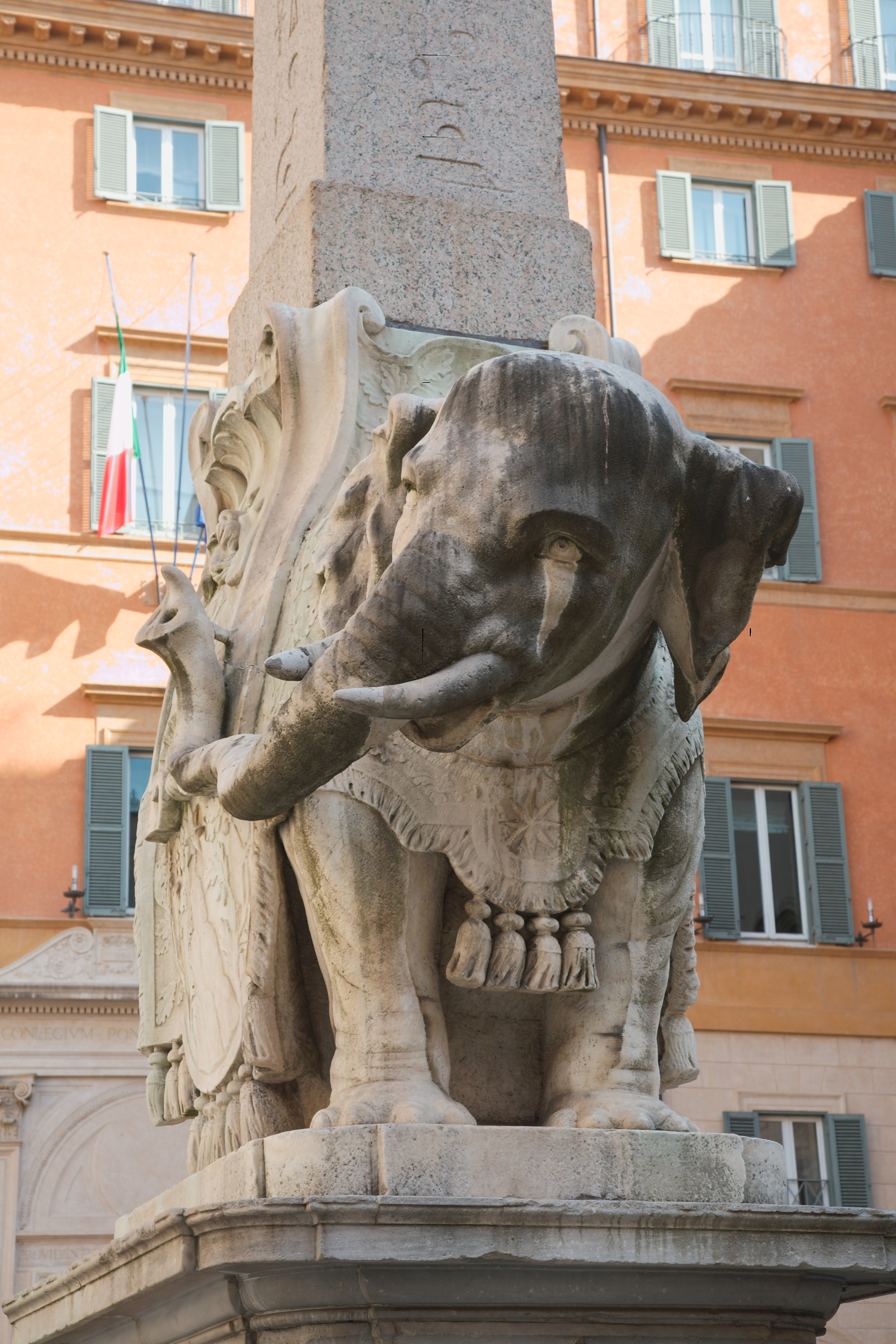
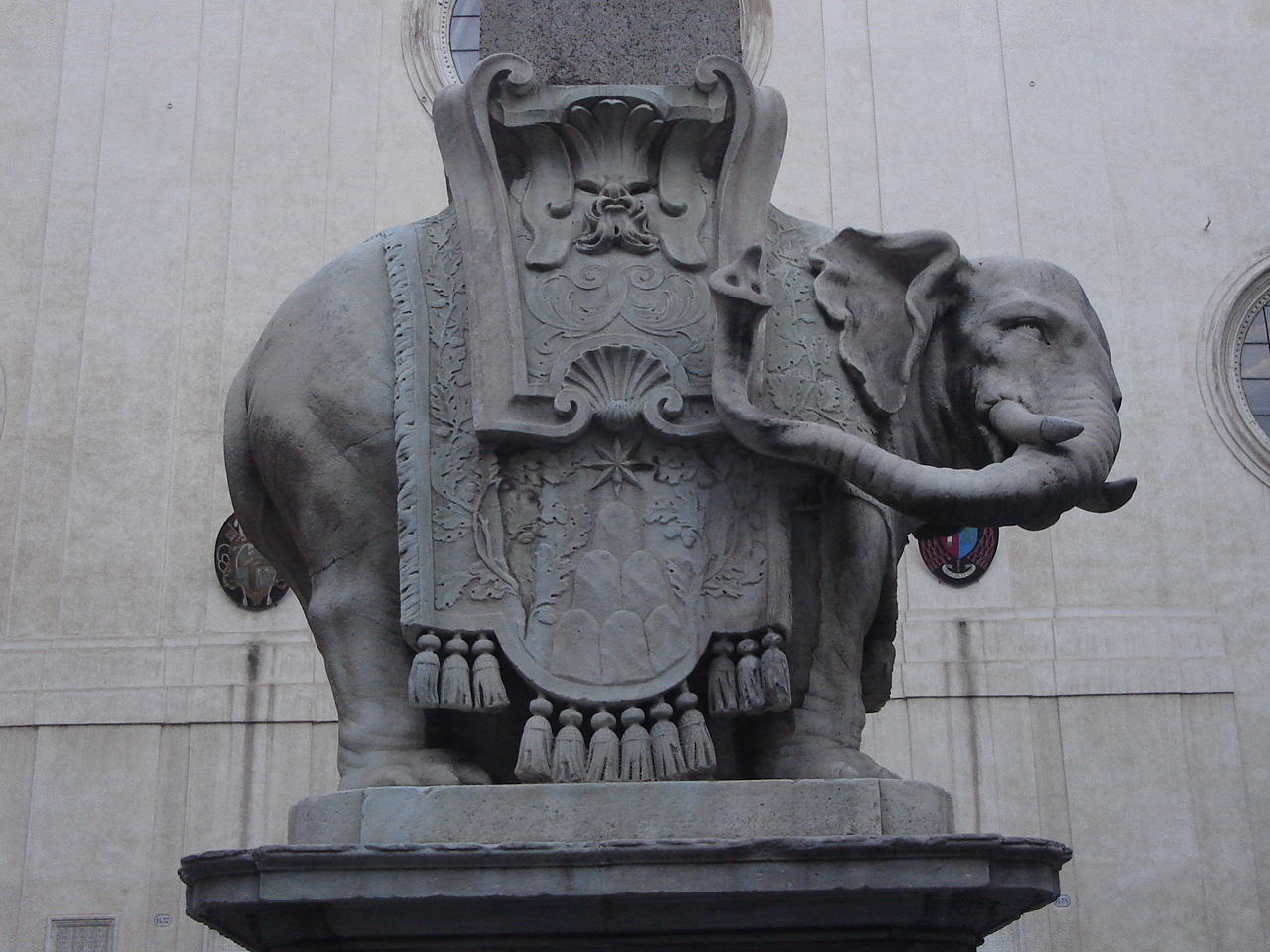
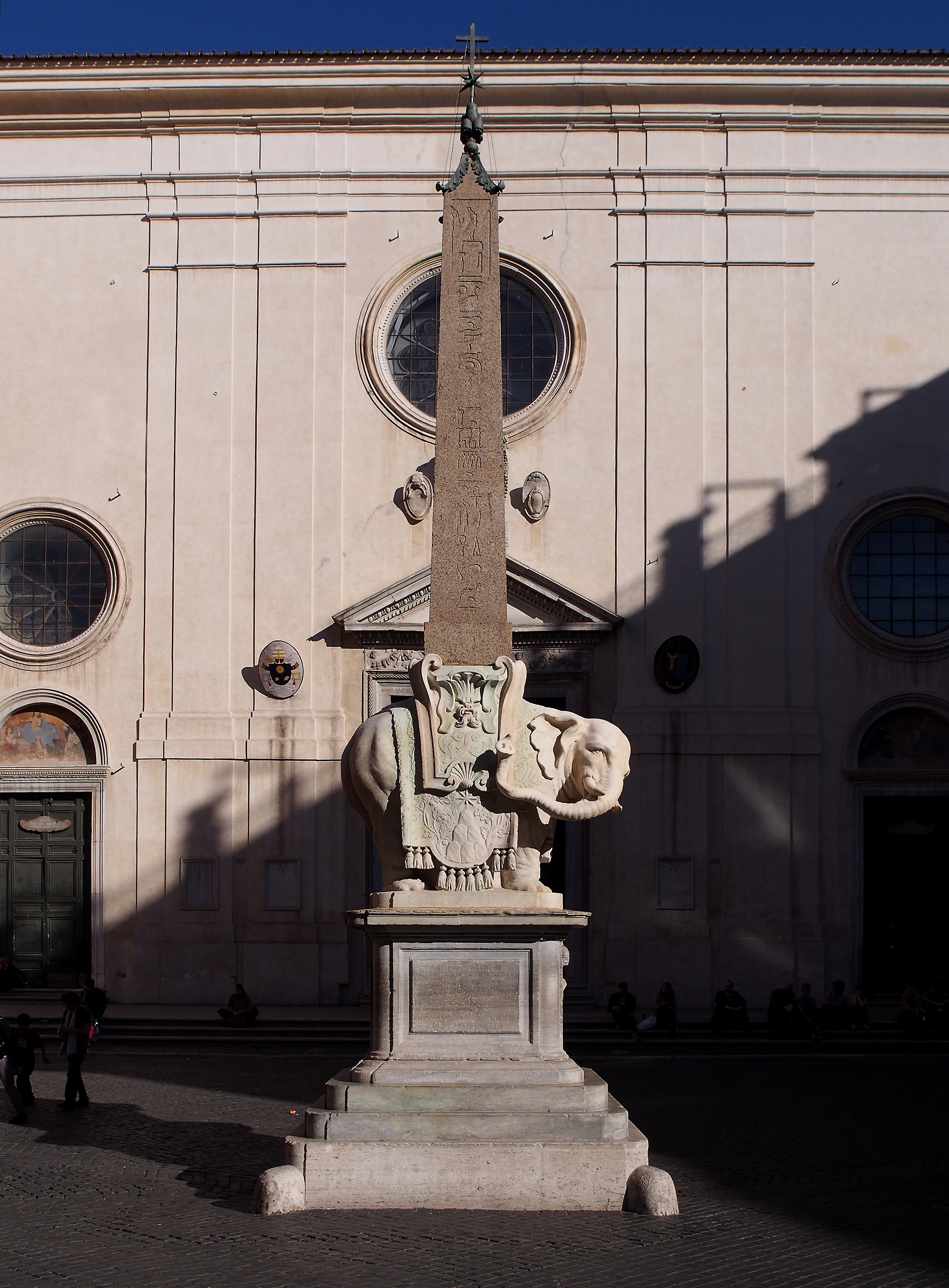
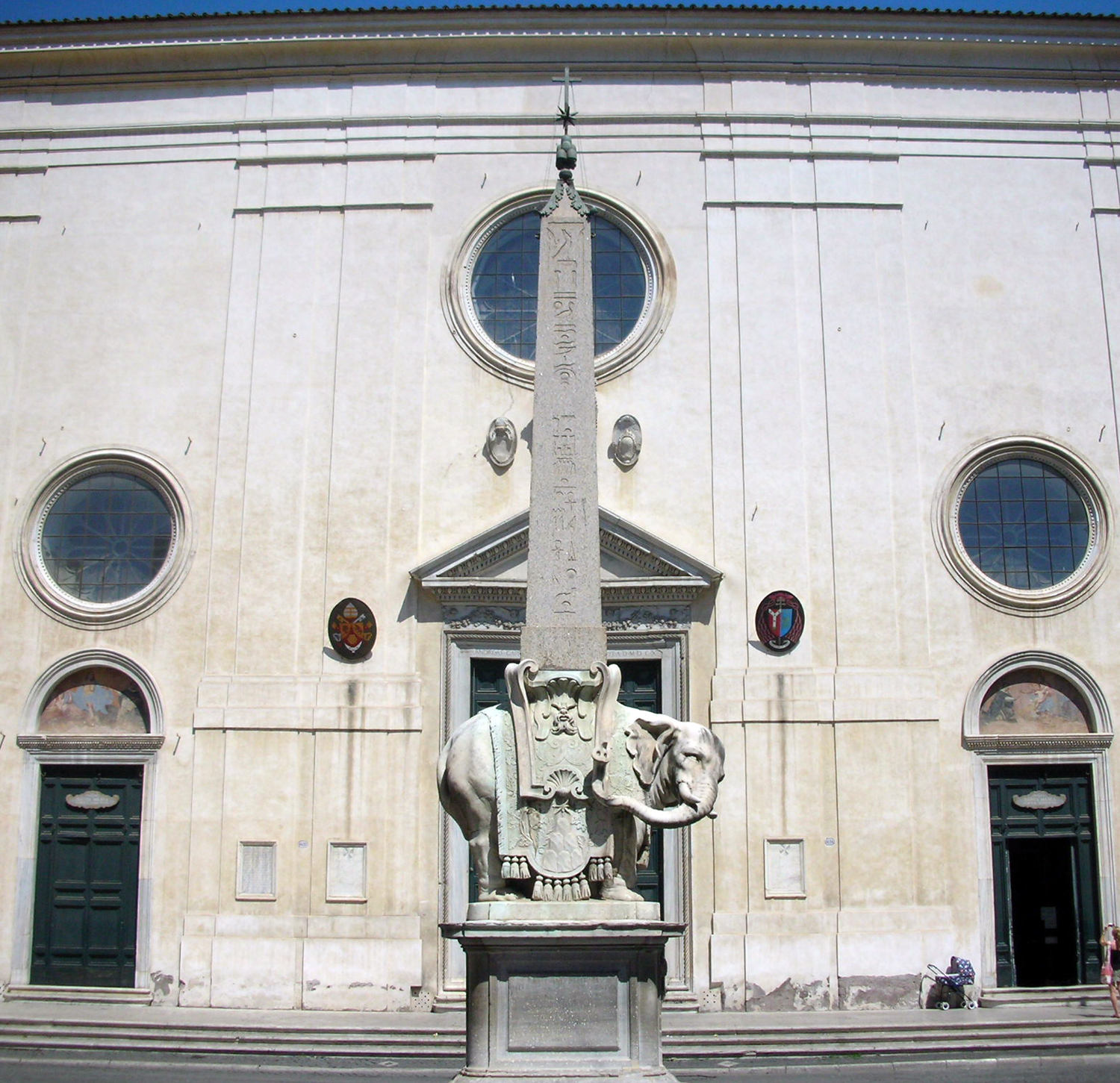